# Хаджич, Фадил
Фади́л Ха́джич (хорв. Fadil Hadžić; родился 23 апреля 1922, Билеча, Королевство Сербов, Хорватов и Словенцев, ныне Босния и Герцеговина — 3 января 2011, Загреб, Хорватия) — хорватский режиссёр театра и кино, сценарист и журналист.

## Биография
Окончил Академию изобразительных искусств в Загребе. При его деятельном участии в 1951 году была создана студия анимационных фильмов «Дуга-фильм», чьим первым директором он становится. Писал сценарии мультфильмов, выступал как режиссёр документальных фильмов. На большом экране дебютирует в 1961 году («Азбука страха»). Фильмы всегда снимал по собственным сценариям, затрагивавшим актуальные проблемы Югославии, позже — Хорватии.
Был женат на актрисе Елизавете Кукич.

## Избранная фильмография
- 1961 — Азбука страха / Abeceda straha
- 1963 — Десант на Дрвар / Desant na Drvar
- 1964 — Служебное положение / Sluzbeni polozaj
- 1965 — Обратная сторона медали / Druga strana medalje
- 1966 — По горе Конюх / Konjuh planinom (в советском прокате «Рейд отважных»)
- 1967 — Протест / Protest
- 1968 — Три часа любви / Tri sata za ljubav
- 1969 — Дикие ангелы / Divlji andjeli
- 1970 — Идут дни / Idu dani
- 1972 — Охота на оленей / Lov na jelene
- 1979 — Журналист / Novinar
- 1984 — Посол / Ambasador
- 2005 — Первоклассный вор / Lopovi prve klase
- 2008 — Помните Вуковар / Zapamtite Vukovar

## Сочинения
- «Crveni mozak», Zagreb, 1997.
- «Antologija hrvatskog humora», Zagreb, 1999.